# Société Pour L'Aviation et ses Dérivés
Société Pour L'Aviation et ses Dérivés (SPAD) foi uma fabricante de aviões francesa fundada por Armand Deperdussin que atuou entre 1911 e 1921. Um de seus produtos, o biplano SPAD S.XIII foi o avião de caça francês mais popular durante a Primeira Guerra Mundial.

## Histórico

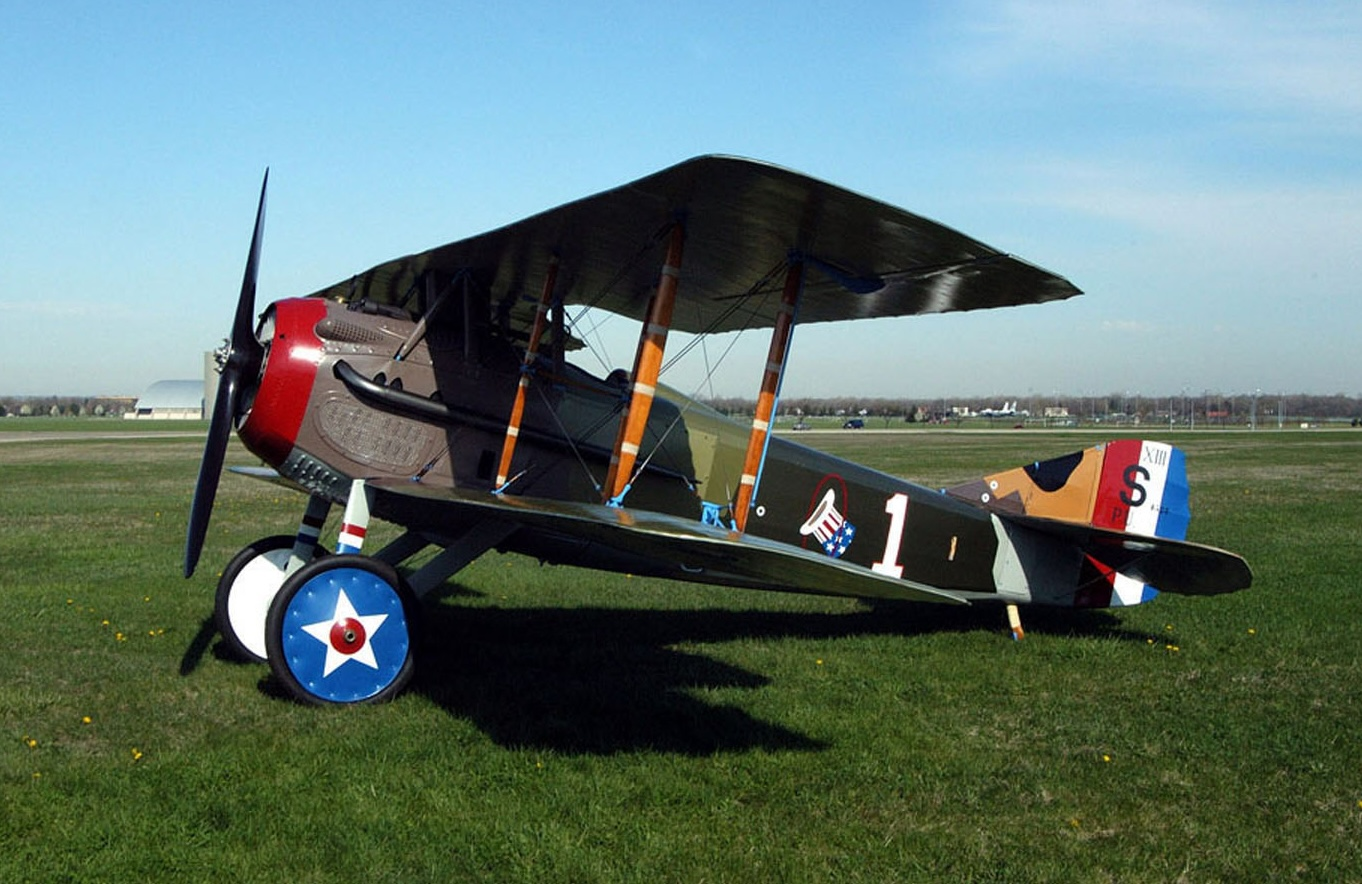
O modelo mais popular da SPAD,
o SPAD S.XIII.

### Deperdussin

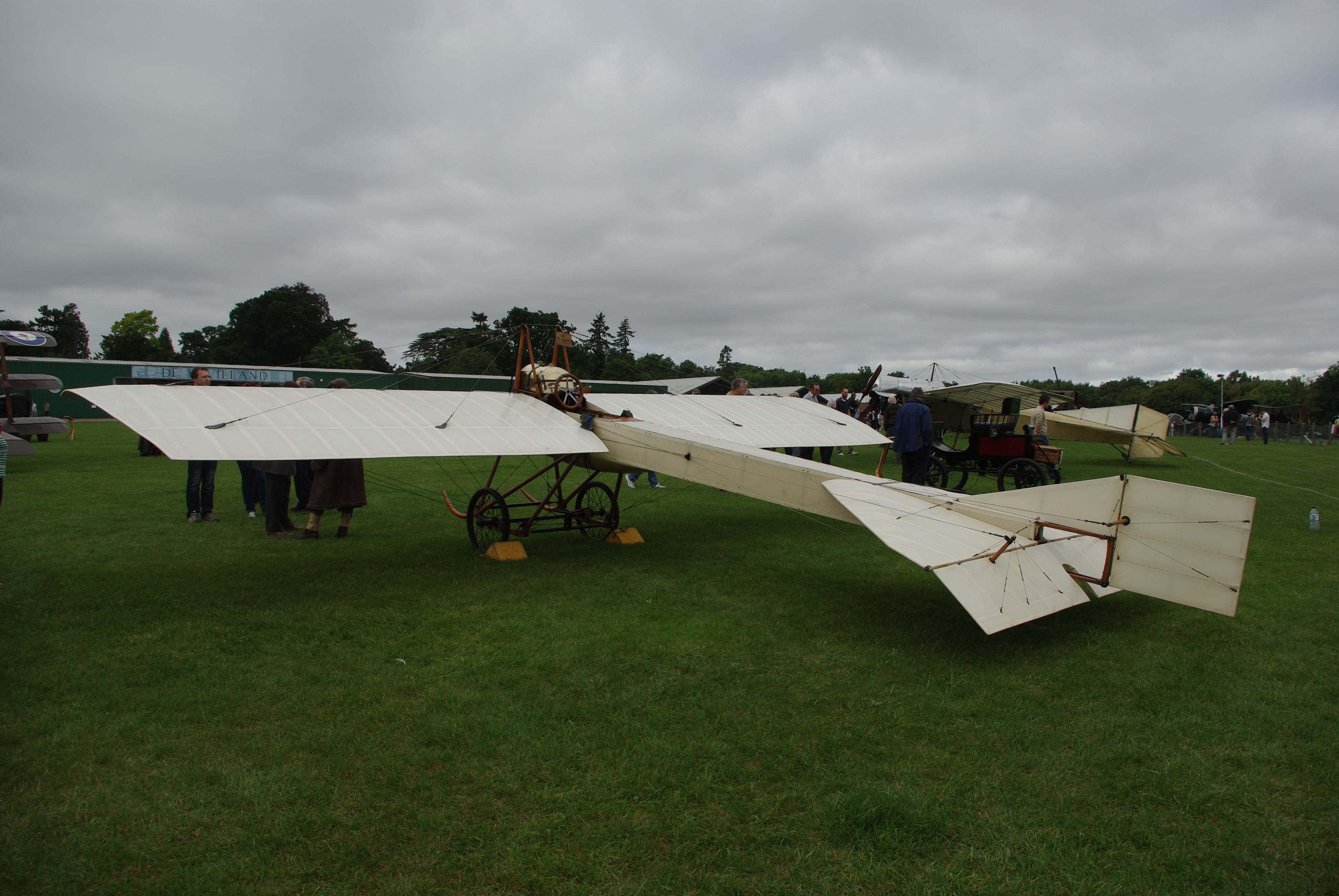
O Deperdussin Tipo A (1910).

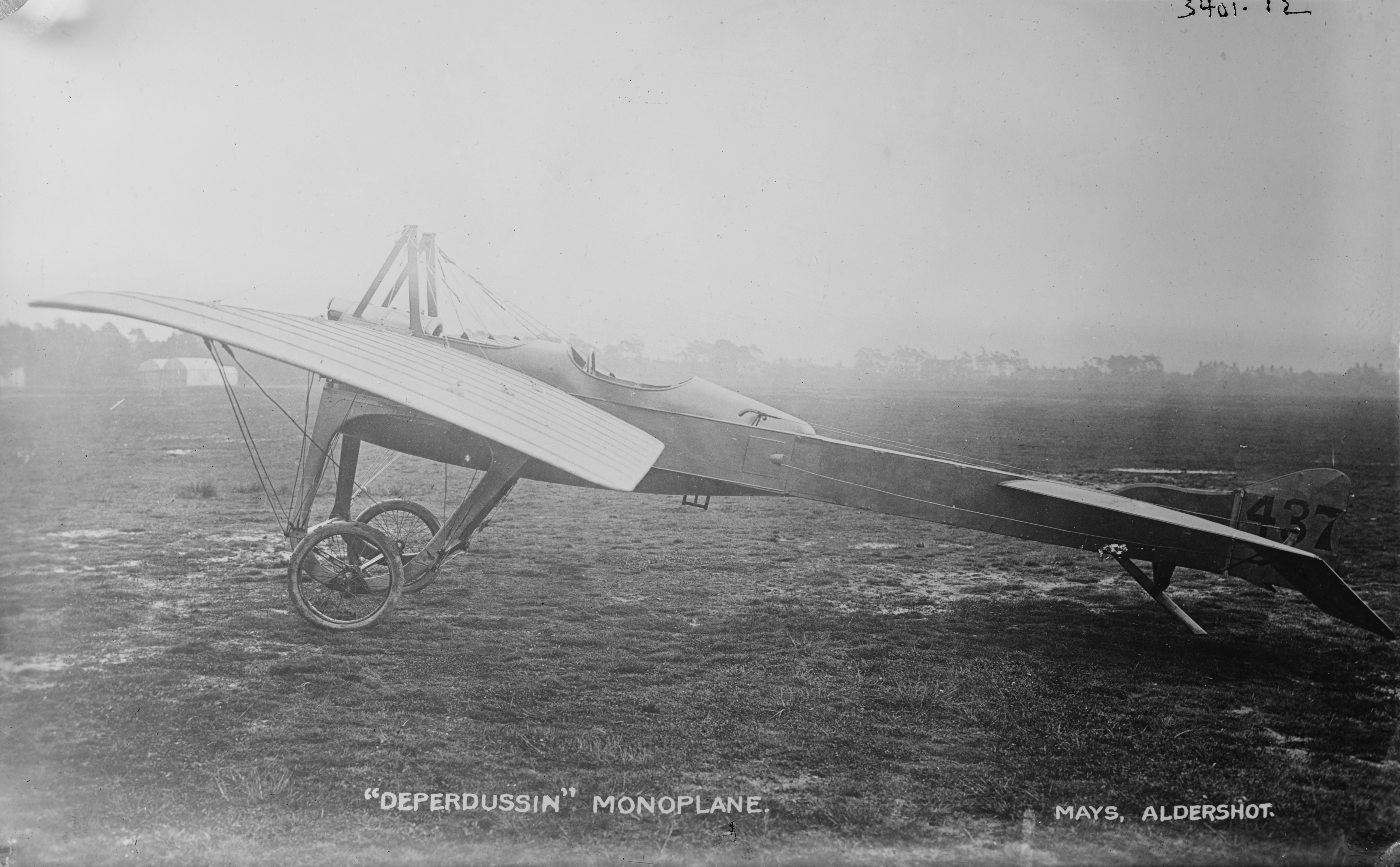
O Deperdussin TT (1912).

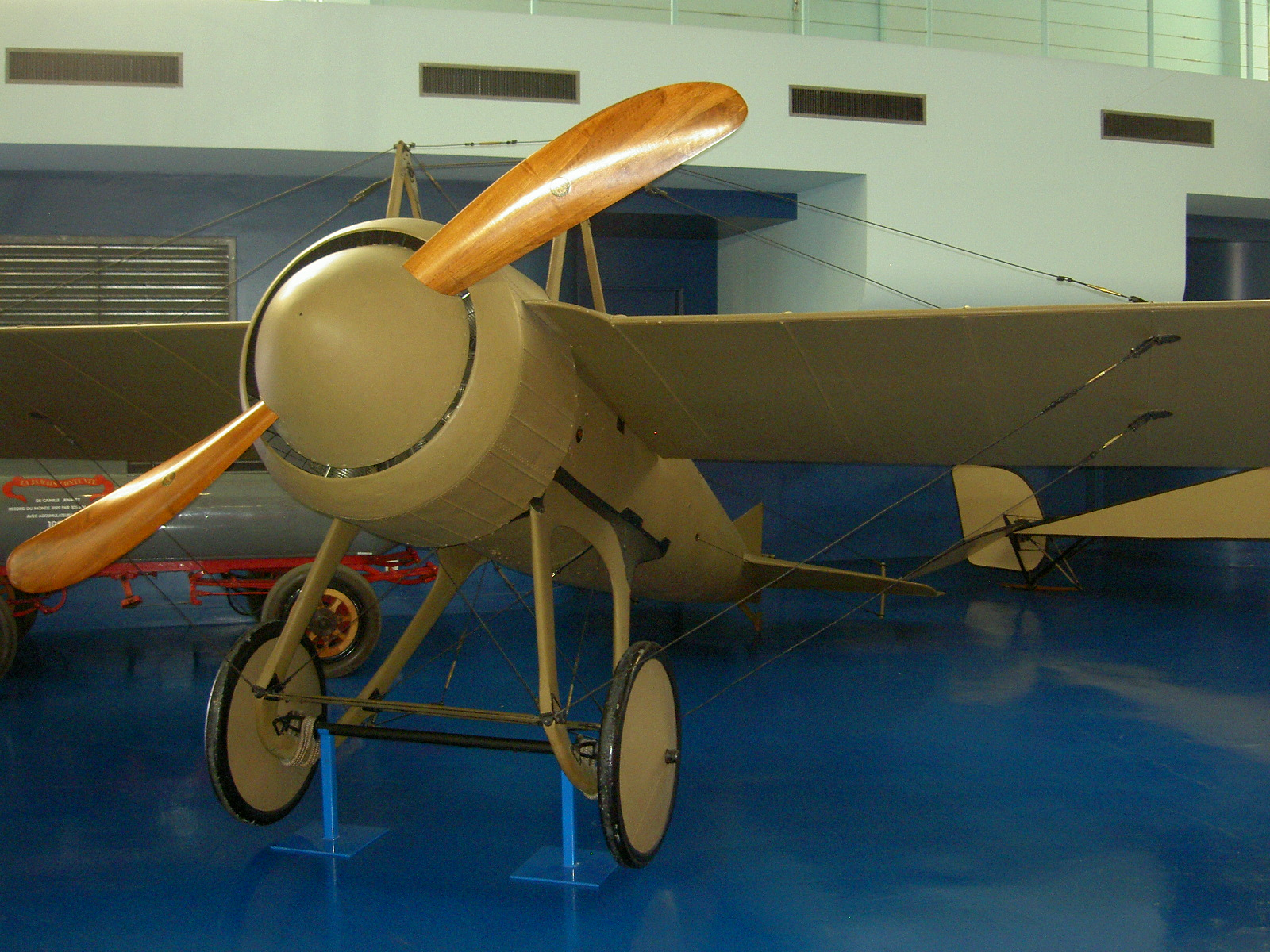
O Deperdussin Monocoque (1912).

Armand Deperdussin fez sua fortuna como comerciante de seda. Seu interesse por aviação teve início em 1908, e já em 1909 ele fundou uma oficina de aviões em Laon que viria a se tornar a Aéroplanes Deperdussin em 1911 passando em 1912 a ser chamada de Société de Production des Aéroplanes Deperdussin (SPAD). Como Deperdussin não era engenheiro, ele contratou Louis Béchereau como diretor técnico sendo responsável pelo projetos dos aviões da Deperdussin e da SPAD desde então.
O primeiro avião Deperdussin em configuração de asas canard não obteve sucesso. O modelo seguinte no entanto, o Tipo A (de 1910), o primeiro produzido em larga escala, foi um sucesso imediato, e levou a uma série de monoplanos relacionados. Similar ao Blériot XI e ao Nieuport IV, esse era um layout popular tanto no meio civil quanto no militar no período imediatamente anterior à Primeira Guerra Mundial. De 1911 em diante, a Deperdussin passou a produzir aviões na sua nova fábrica em Grenelle, nos subúrbios de Paris. O Deperdussin TT foi um sucesso de vendas e exportação. Sessenta e três foram construídos pela empresa Lebedev na Rússia. Esse modelo foi adquirido em pequena quantidade por vários países, e os aviões Deperdussin foram também construídos em Highgate, Londres pela British Deperdussin Company, dirigida por D Lawrence Santoni e John Cyril Porte. Eles também criaram fábricas em Le Havre e Juvisy para construir lanchas e hidroaviões, assim como três escolas de aviação. 
A empresa também produziu uma quantidade de aviões de corrida incluindo o revolucionário Deperdussin Monocoque, que venceu várias corridas entre 1912 e 1913, estabelecendo muitos recordes de velocidade tornando-se o primeiro avião a passar dos 200 km/h. O primeiro Troféu Schneider, disputado em 16 de Abril de 1913 em Mônaco, foi vencido por um Hidroavião da Deperdussin com velocidade média de cerca de 73 km/h.
Em 1913, Armand Deperdussin foi detido e acusado de fraude e apropriação indébita e devido a isso, foi destituído de seu cargo na SPAD. Ele permaneceu preso até o julgamento em 1917, quando foi considerado culpado e sentenciado a cinco anos de prisão, mas com o benefício de ser "réu primário", foi libertado. Deperdussin nunca se recuperou desse incidente e cometeu suicídio em 1924.

### SPAD

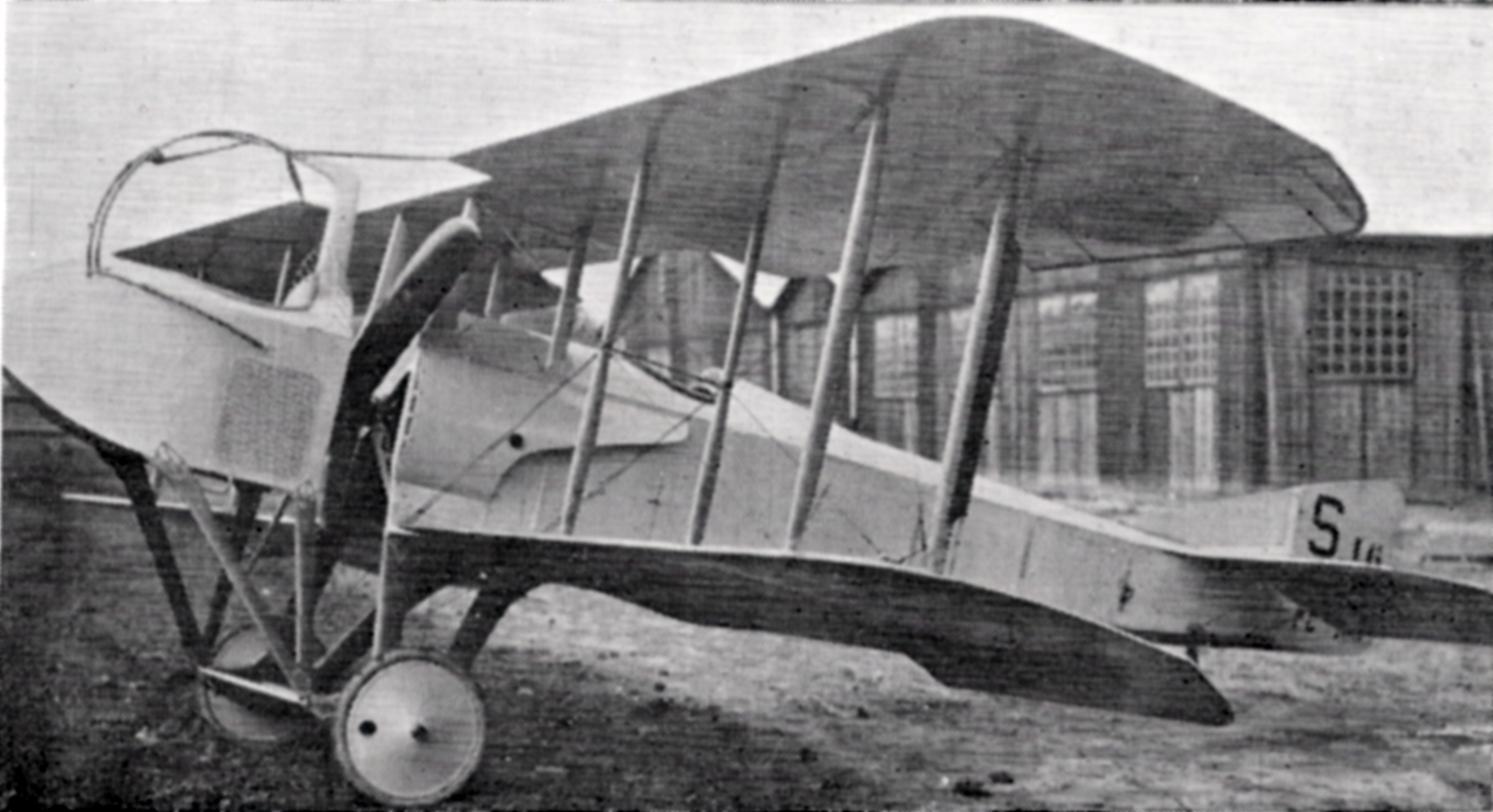
O SPAD A.2 (1915).

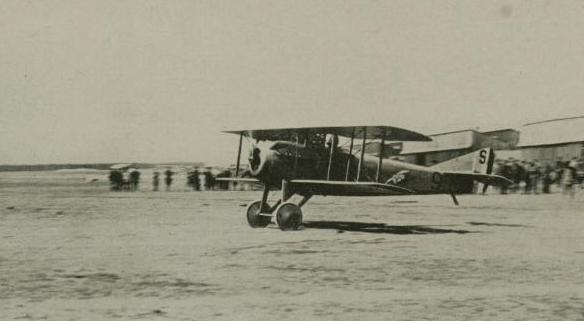
O SPAD S.VII (1916).

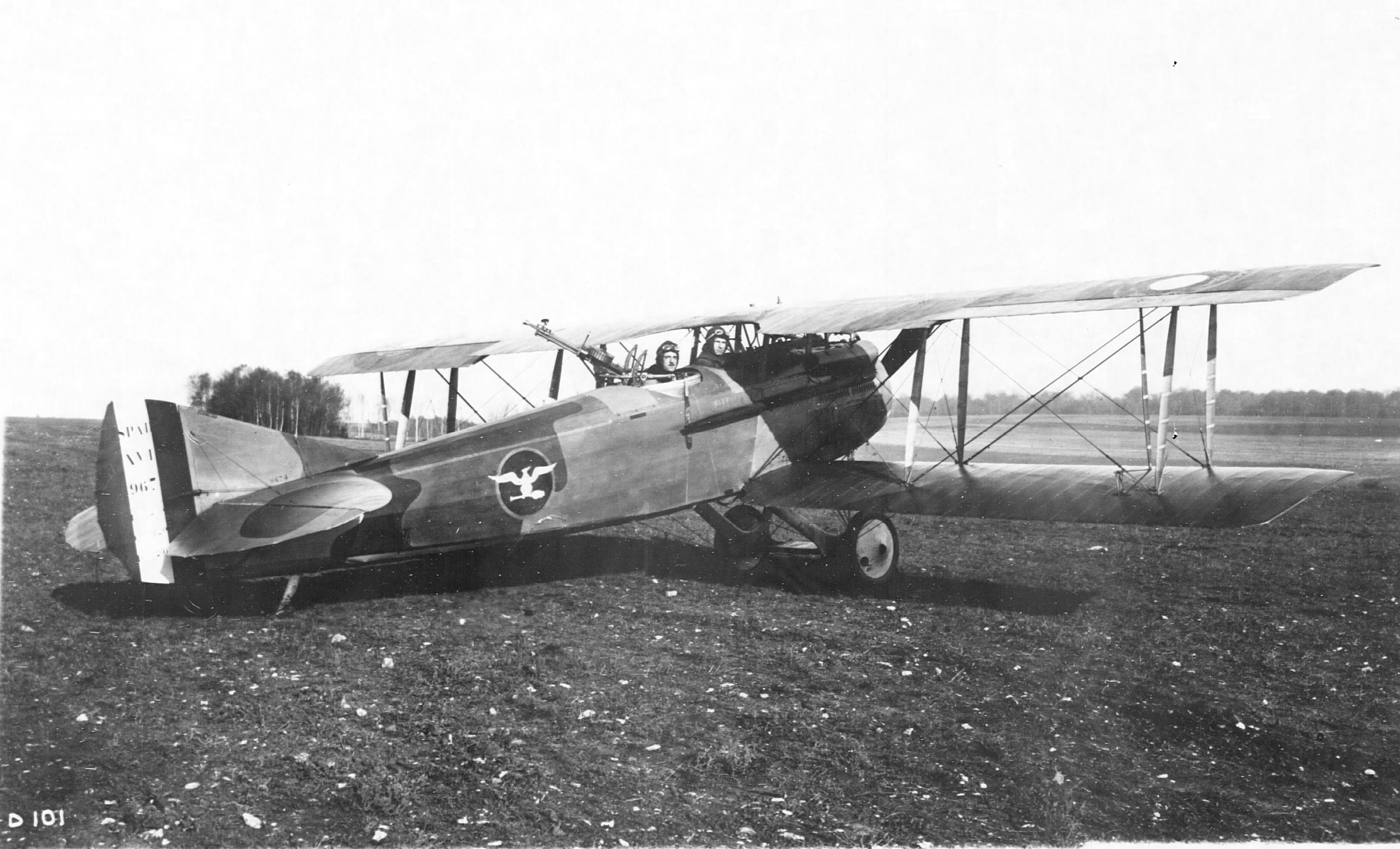
O SPAD S.XVI (1917).

Depois da falência de Armand Deperdussin em 1913 a companhia sofreu intervenção e o nome foi alterado para Société Provisoire des Aéroplanes Deperdussin, o primeiro nome a usar a sigla SPAD. Com a companhia em perigo, um consórcio liderado por Louis Blériot comprou os direitos dela em 1913. A nova companhia adotou o nome de Société Pour L'Aviation et ses Dérivés que permitiu a manutenção da sigla SPAD.
Os primeiros modelos Béchereau-SPAD eram biplanos de dois lugares de desenho muito peculiar, onde o piloto ficava num cocpit normal logo atras da hélice enquanto o artilheiro ficava num cocpit à frente da hélice, preso ao trem de pouso. Esses modelos SPAD série-A: A.1, A.2 A.3, e A.4, foram construídos em pouca quantidade, cerca de sessenta para cada uma das forças aéreas da França e da Rússia, e não obtiveram nem popularidade nem sucesso. O desenvolvimento subsequente de um sistema de sincronização de tiro levou ao abandono dessa configuração pouco comum.
O primeiro sucesso real de Béchereau foi o SPAD S.VII, que em linhas gerais parecia um A.2 menor, sem o cocpit frontal do artilheiro. Desenvolvido do SPAD V, do qual 268 foram encomendados mas nenhum foi construído com essa designação, o SPAD S.VII foi um biplano de caça monoplace em configuração por tração de desenho simples e robusto impulsionado por um novo motor V8 refrigerado à água da Hispano-Suiza, o Hispano-Suiza 8. Comparado com caças anteriores, quando o SPAD VII surgiu em 1916 ele parecia um avião pesado e difícil de manobrar, mas os pilotos aprenderam rapidamente a tirar vantagem da sua velocidade e resistência. Cerca de 3.500 SPAD S.VII foram construídos na França, 120 na Inglaterra, e 100 na Rússia durante a Primeira Guerra Mundial, apesar de muitos outros terem sido encomendados à nova fábrica em Iaroslavl, que não estava completa depois da Guerra Civil Russa.
Os desenhos seguintes de Béchereau em tempo de guerra tiveram como base o SPAD S.VII. O SPAD XI de dois lugares e o SPAD XVI, foram construídos em quantidades moderadas, cerca de 1.000 de cada tipo, mas os SPADs de dois lugares tiveram muito menos sucesso que seus rivais: o Breguet 14 (5.500 construídos) e o Salmson 2 (3.200 construídos). Desenvolvimentos baseados no SPAD VII mas para apenas um tripulante, tiveram muito mais sucesso. O SPAD XII foi uma variante menor, o primeiro a usar o motor Hispano-Suiza V-8 com controle de marcha, que permitia que fosse armado com um canhão Hotchkiss de 37 mm disparando através do motor. Testado com sucesso por Georges Guynemer, ele concluiu que apenas pilotos com grande habilidade poderiam explorar o seu poderoso armamento. Apesar de terem sido encomendados 1.000 deles, provavelmente cerca de vinte foram construídos, Possivelmente dois deles serviram no US Air Service na França.
O SPAD S.XIII foi essencialmente o SPAD S.VII reprojetado sobre um motor mais potente da Hispano-Suiza, como o usado no SPAD XII. Este foi produzido em larga escala (algo entre 7.300 e 8.472). Aviões SPAD monoplace foram utilizados por muito ases da aviação, incluindo: Francesco Baracca e Eddie Rickenbacker, com 34 e 26 vitórias respectivamente. Georges Guynemer obteve enorme sucesso com o SPAD S.XII, assim como com o SPAD S.VII e o SPAD S.XIII. Ao final da Primeira Guerra, todos os 1.152 caças monoplace nas unidades aéreas da linha de frente francesa eram SPAD XIII. Foi reportado que cerca de 900 SPAD XIII passaram para o United States Army Air Service.
Apesar da SPAD ter sido bem sucedida, e ter alcançado grandes lucros, essa atividade passou por grande aumento de competitividade durante a guerra. Como exemplo, em 1916, mais de 98% dos caças SPAD construídos vieram das fábricas SPAD e Blériot. Em 1918, devido a alta competição por contratos, essa taxa caiu para 43%. Os projetos SPAD constituíram cerca de 20% doas aviões franceses durante a Primeira Guerra. Os investimentos de Louis Blériot em 1913 foram muito lucrativos.

### Blériot-SPAD
Depois da Primeira Guerra, a companhia se tornou a Blériot-SPAD. O primeiro dos seus projetos conhecido com essa designação foi o elegante biplano monocoque projetado por Bécherau, o SPAD S.XX. O primeiro voo ocorreu em 1918, mas ele não foi entregue até 1920. Em tempos de paz, os pedidos eram menores; apenas 93 deles foram construídos. 
O retorno da paz também significava que a companhia tinha que enfrentar o problema de lidar com suas obrigações em relação à taxa sobre excesso de lucros de 1 de Julho de 1916. Modificada em 1917, ela impôs uma taxação de 80% sobre todo "lucro excessivo". O cálculo e a coleta dessa taxa foi um assunto controverso, e uma boa parte dela estava pendente em 1940, quando a ocupação alemã tornou toda essa questão irrelevante. Com o futuro incerto, a SPAD foi completamente incorporada às organizações Blériot em 1921, e a companhia efetivamente desapareceu apesar de uma boa quantidade de aviões Blériot continuarem a ser designados como SPADs.

## Modelos
- Deperdussin Tipo A (1910)
- Deperdussin Tipo B Sports (1910)
- Deperdussin concours militaire 1911 (1911)
- Deperdussin Tipo C (1911)
- Deperdussin 1912 course monoplan (1912)
- Deperdussin Monocoque (1912)
- Deperdussin TT (1912)
- Deperdussin Coupe Schneider (1913)
- Deperdussin T (1913)
- SPAD A.1        (1915) Caça biplano, hélice embutida na fuselagem.
- SPAD A.2        (1915) Caça biplano, hélice embutida na fuselagem.
- SPAD E          (1915) Bombardeiro biplano.
- SPAD A.4        (1916) Caça biplano, hélice embutida na fuselagem.
- SPAD G          (1916) Caça biplano, hélice embutida na fuselagem.
- SPAD S.VII      (1916) Caça biplano.
- SPAD S.XI       (1917) Biplano de reconhecimento.
- SPAD S.XII      (1917) Caça biplano.
- SPAD S.XIII     (1917) Caça biplano.
- SPAD S.XIV      (1917) Hidroavião biplano.
- SPAD S.XV/2     (1917) Caça biplano.
- SPAD S.XV/5     (1919) Biplano monocoque esportivo.
- SPAD S.XVI      (1917) Biplano de reconhecimento.
- SPAD S.XVII     (1917) Caça biplano.
- Blériot-SPAD S.20       (1918) Caça biplano monocoque.
- Blériot-SPAD S.20-bis-5 (1920) Biplano de corrida.
- Blériot-SPAD S.20-bis-6 (1920) Biplano monocoque de velocidade.
- Blériot-SPAD S-XXI      (1918) Caça biplano.
- Blériot-SPAD S-XXII     (1919) Caça biplano de asa baixa.
- Blériot-SPAD S-XXIV     (1918) Caça biplano.
- Blériot-SPAD S.25       (1921) Biplano de velocidade.
- Blériot-SPAD S.26       (1919) Hdroavião biplano monocoque de corrida.
- Blériot-SPAD S.26 bis   (1919) Hdroavião biplano monocoque de velocidade.
- Blériot-SPAD S.27       (1919) Transporte civil biplano.
- Blériot-SPAD S.28       (1919) Biplano de velocidade.
- Blériot-SPAD S.29       (1920) Biplano de turismo.
- Blériot-SPAD S.30       (1920) Biplano esportivo.
- Blériot-SPAD S.31       (1920) Hdroavião biplano de corrida.
- Blériot-SPAD S.32       (1920) Biplano de velocidade.
- Blériot-SPAD S.33       (1920) Transporte civil biplano.
- Blériot-SPAD S.34-2     (1920) Biplano de entretenimento.
- Blériot-SPAD S.34-bis   (1920) Biplano de turismo.
- Blériot-SPAD S.36       (1923) Biplano de reconhecimento.
- Blériot-SPAD S.37       (1920) Transporte civil.
- Blériot-SPAD S.38       (1920) Caça biplano.
- Blériot-SPAD S.39       (1921) Biplano de reconhecimento.
- Blériot-SPAD S.40       (1922) Biplano de observação.
- Blériot-SPAD S.41       (1922) Caça biplano.
- Blériot-SPAD S.42       (1921) Biplano de entretenimento.
- Blériot-SPAD S.46       (1921) Transporte civil biplano.
- Blériot-SPAD S.50       (1921) Transporte civil biplano.
- Blériot-SPAD S.51       (1924) Caça biplano monocoque.
- Blériot-SPAD S.51-2     (1925) Caça biplano monocoque.
- Blériot-SPAD S.54-1     (1922) Biplano de entretenimento.
- Blériot-SPAD S.56/1     (1923) Transporte civil biplano monocoque.
- Blériot-SPAD S.56/2     (1925) Transporte civil biplano monocoque.
- Blériot-SPAD S.56/3     (1926) Transporte civil biplano monocoque.
- Blériot-SPAD S.56/4     (1928) Transporte civil biplano monocoque.
- Blériot-SPAD S.56/5     (1928) Transporte civil biplano monocoque.
- Blériot-SPAD S.56/6     (1929) Transporte civil biplano monocoque.
- Blériot-SPAD S.58       (1922) Biplano de corrida.
- Blériot-SPAD S.60       (1926) Caça biplano monocoque.
- Blériot-SPAD S.61/2     (1924) Caça biplano.
- Blériot-SPAD S.61/1     (1923) Caça biplano.
- Blériot-SPAD S.61-bis   (1927) Biplano esportivo.
- Blériot-SPAD S.61/3     (1925) Caça biplano.
- Blériot-SPAD S.61/4     (1925) Caça biplano.
- Blériot-SPAD S.61/5     (1925) Caça biplano.
- Blériot-SPAD S.61/6     (1925) Biplano de corrida.
- Blériot-SPAD S.61/7     (1926) Biplano de velocidade.
- Blériot-SPAD S.61/8     (1926) Caça biplano.
- Blériot-SPAD S.61/9     (1929) Biplano de corrida.
- Blériot-SPAD S.61-Ses   (1926) Caça sesquiplano.
- Blériot-SPAD S.62       (1923) Biplano de entretenimento.
- Blériot-SPAD S.64       (1923) Biplano de entretenimento.
- Blériot-SPAD S.70       (1927) Caça biplano monocoque.
- Blériot-SPAD S.71       (1923) Caça biplano.
- Blériot-SPAD S.72       (1923) Biplano de entretenimento.
- Blériot-SPAD S.81       (1923) Caça biplano.
- Blériot-SPAD S.81-bis   (1923) Biplano de corrida.
- Blériot-SPAD S.82       (1926) Biplano.
- Blériot-SPAD S.86       (1922) Transporte civil biplano monocoque.
- Blériot-SPAD S.91       (1927) Caça biplano.
- Blériot-SPAD S.91/2     (1930) Caça biplano.
- Blériot-SPAD S.91/3     (1930) Biplano acrobático.
- Blériot-SPAD S.91/4     (1930) Caça biplano.
- Blériot-SPAD S.91/5     (1930) Biplano acrobático.
- Blériot-SPAD S.91/6     (1931) Caça biplano.
- Blériot-SPAD S.91/7     (1931) Caça sesquiplano invertido.
- Blériot-SPAD S.91/9     (1931) Caça sesquiplano invertido.
- Blériot-SPAD S.91/8     (1932) Caça sesquiplano invertido.
- Blériot-SPAD S.92       (1928) Biplano de entretenimento.
- Blériot-SPAD S.92-2     (1930) Biplano de entretenimento.
- Blériot-SPAD S.922      (1935) Biplano de entretenimento.
- Blériot-SPAD S.116      (1928) Transporte civil biplano.
- Blériot-SPAD S.126      (1929) Transporte civil biplano.
- Blériot-SPAD S.510      (1934) Caça biplano.
- Blériot-SPAD S.540      (1930) Monoplano de entretenimento em parasol.
- Blériot-SPAD S.710      (1937) Caça biplano.